# 宜蘭線
宜蘭線是八堵至蘇澳間，由臺灣鐵路公司所營運的鐵路幹線。

## 路線資料
- 經營管轄：臺灣鐵路公司
- 路線距離：八堵=蘇澳間93.6公里
- 軌距：1,067毫米
- 車站數：27（含起訖車站；2006年5月）
- 開業時間：1924年12月1日[2]
- 雙線區間：全線
- 電化區間：全線（交流25KV）
- 高架化區間：宜蘭（不含）=二結（不含）間、冬山=新馬（不含）間
- 行車制度：中央控制行車制（CTC）
- 隧道數目：25座
  - 四腳亭=瑞芳間：四瑞第一、四瑞第二、深澳（西側）、深澳（東側）
  - 瑞芳=猴硐間：龍潭、龍鎮、柑坪、瑞芳、頌德（瑞芳位於西側，頌德位於東側）、福住、示德
  - 三貂嶺=牡丹間：三貂嶺
  - 牡丹=雙溪間：五份（西側）、伍份（東側）
  - 雙溪=貢寮間：雙溪、共和、長潭
  - 福隆=石城間：福隆、草嶺（取代舊草嶺隧道，舊隧道於2008年8月10日重新開放為自行車專用單車道。）
  - 大里=大溪間：大里、大溪
  - 大溪=龜山間：合興、梗枋
  - 龜山=外澳間：更新、外澳

## 運行形態
- 區間車、區間快車

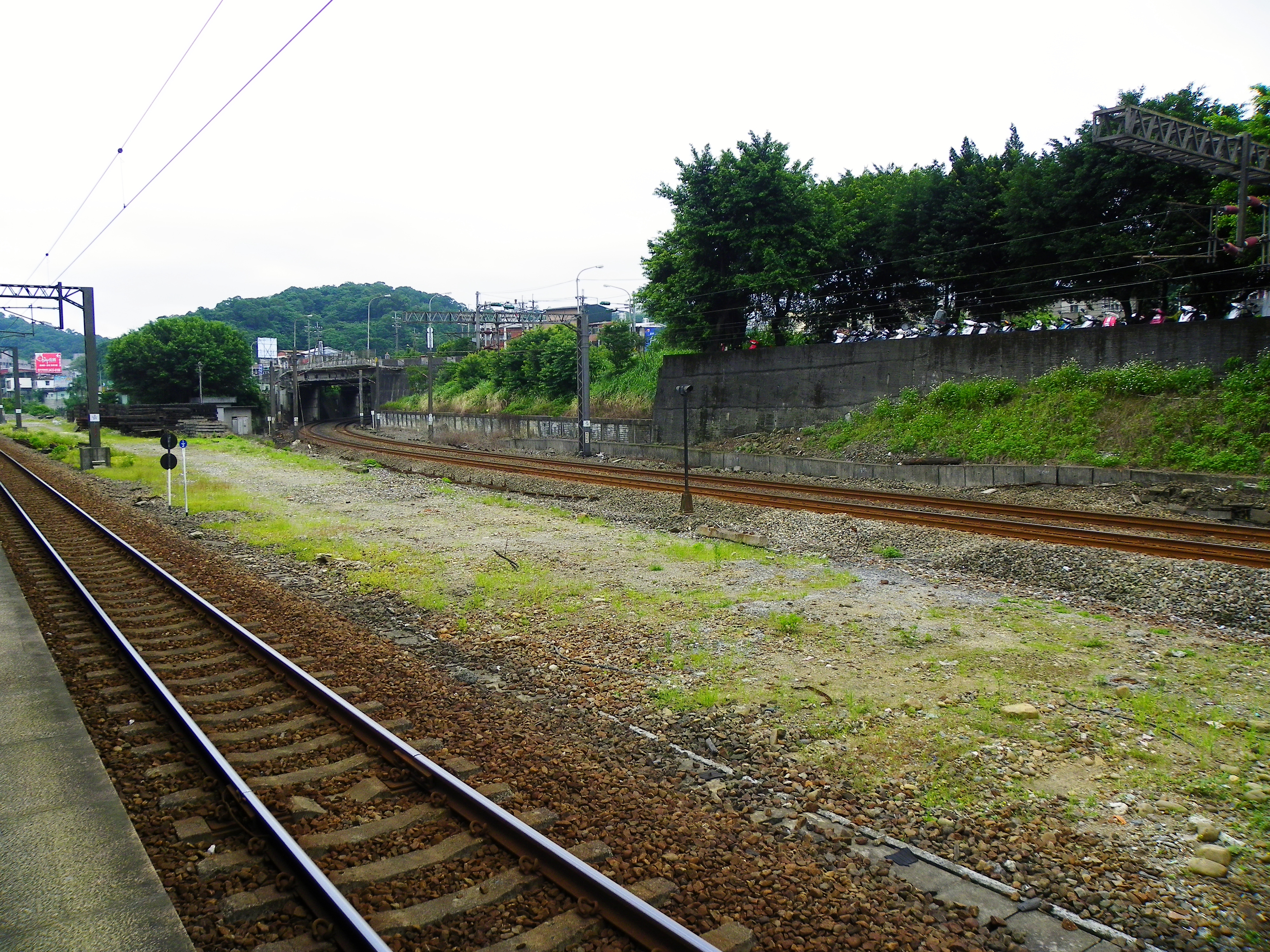
宜蘭線與縱貫線分歧處

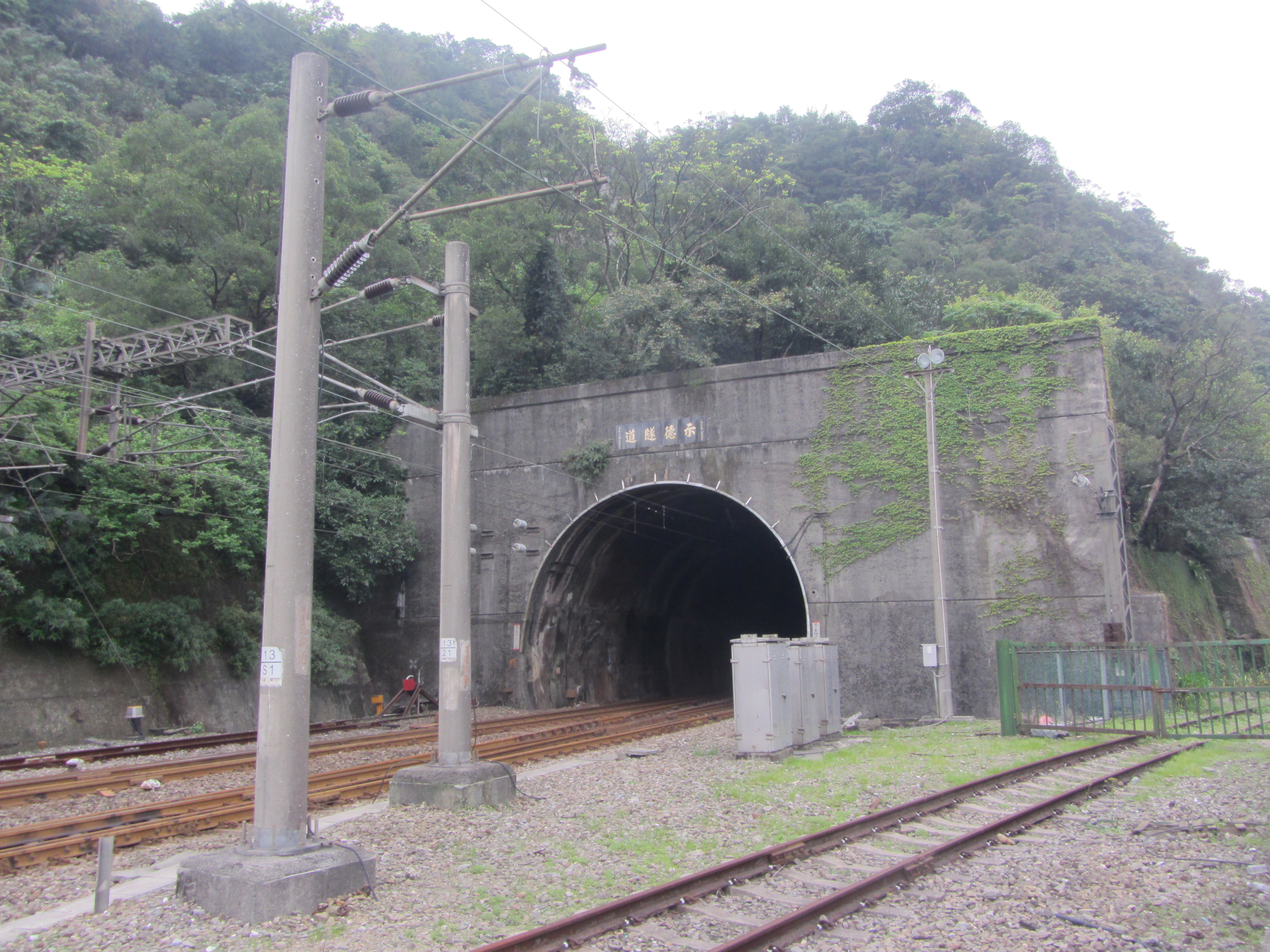
宜蘭線示德隧道南口

  - 以基隆市、新北市瑞芳區、宜蘭縣頭城鎮、礁溪鄉、宜蘭市、羅東鎮、蘇澳鎮等城鎮為中心往復運轉。
  - 營運模式以樹林-蘇澳、宜蘭-花蓮為主，少部分班次行駛區間為頭城-蘇澳。
- 東部幹線對號列車
  - 上行列車多以知本、台東、花蓮為始發車站，迄於樹林。
  - 下行列車多以樹林為始發車站，迄於花蓮、臺東、及知本。
- 部份列車為直接跨東、西幹線行駛，可抵達七堵、松山、臺北、新竹、臺中、彰化、嘉義、臺南、高雄等各個西部幹線主要大站。

## 歷史

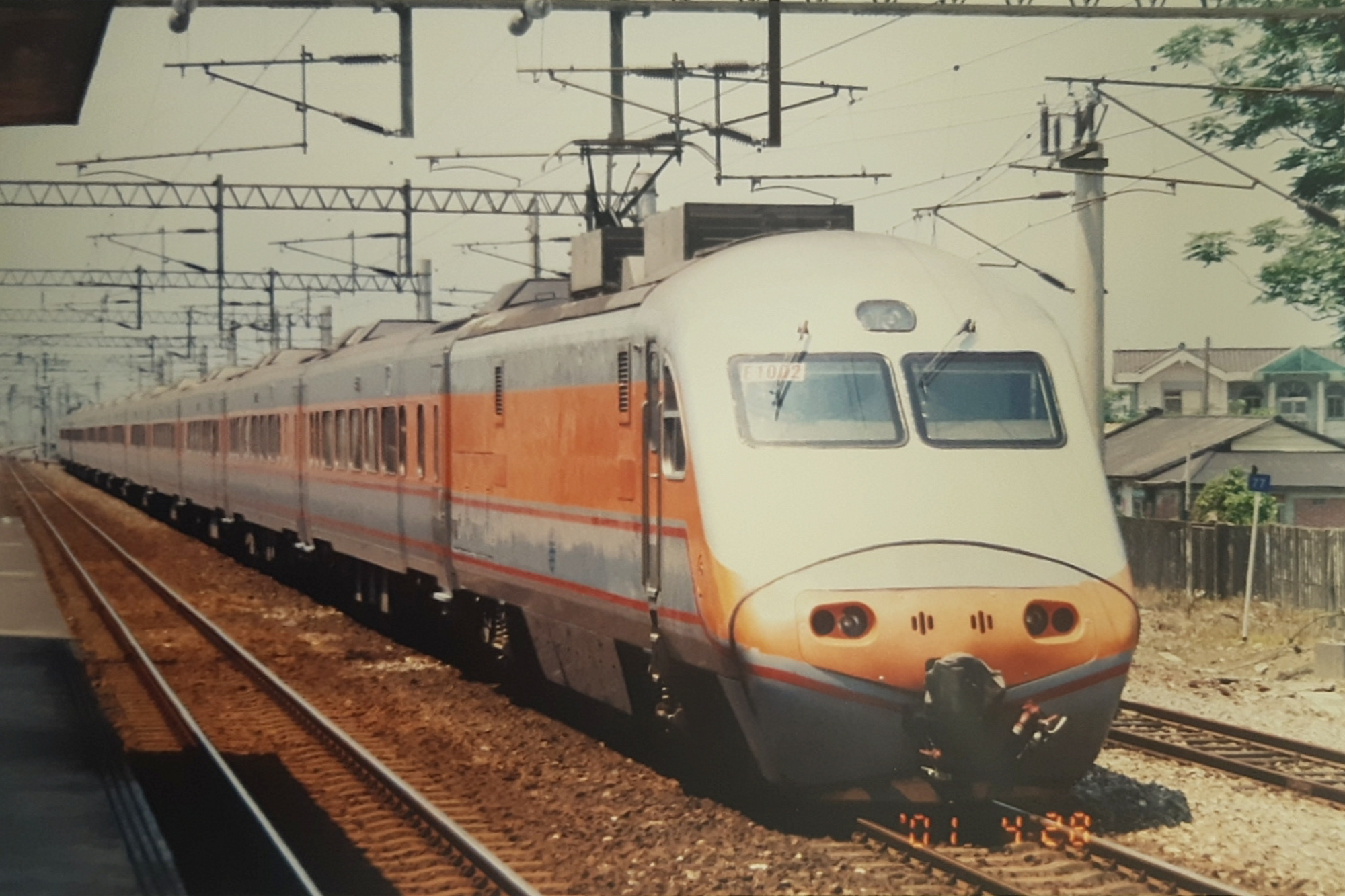
宜蘭線僅電氣化到羅東期間，因羅東站儲車空間不足，而迴送至二結站暫放的推拉式自強號

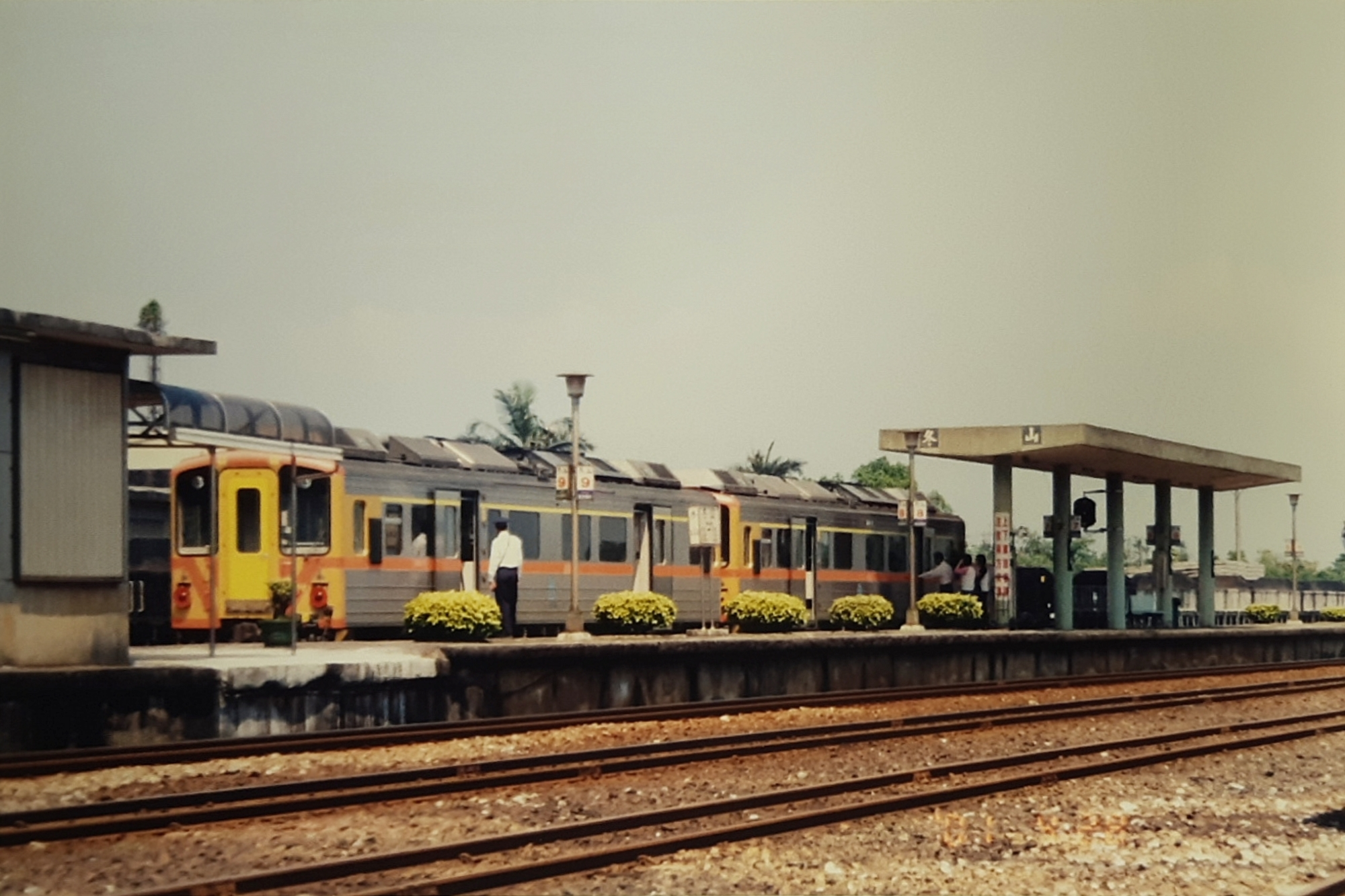
宜蘭線僅電氣化到羅東期間，因應部分以蘇澳為端點的柴聯車自強號班次改為羅東到開的推拉式自強號班次，而以45DR1000型行駛羅東~蘇澳間接駁車

宜蘭線於1917年動工興建，工程分別從路線的南、北兩端進行。到了1919年南端的蘇澳=礁溪段以及北端的八堵=瑞芳段通車。1920年南、北兩端路段分別延伸至大里與猴硐；1923年10月北端再延伸至雙溪，且八堵=基隆間舊縱貫線也劃歸為宜蘭線，直到1924年12月1日宜蘭線才全線通車營運。
二次世界大戰後於1968年率先完成猴硐=三貂嶺段2.6公里雙軌通車。1974年～1978年間續分別增築四腳亭=瑞芳間、牡丹=雙溪間、冬山=聖湖（今新馬站）=南聖湖（今蘇澳新站）間雙軌。
另由於北迴線自1980年2月1日正式通車營運以來，宜蘭線從原本的支線升級為連接台灣東西部的重要幹線，也因此帶動東西部交流及互動，加以東部觀光事業、天然資源之陸續開發，客貨運量急速增加，致使原有單線鐵路不敷使用，每逢重要節慶及假日，總是一票難求，故政府隨即開始籌建宜蘭線擴建雙軌工程，自1980年11月中旬開始施工、於1986年1月9日完工通車。
2000年八堵=羅東間完成電氣化工程，同年5月3日正式通車。惟因電氣化通車初期雙溪變電站尚未完工，由南港變電站越區供電，初期並未大量改以電力機車牽引列車或行駛電聯車，僅有2對開推拉式自強號、3對基隆到開的電車，及週五六日各增開1對由EMU300型行駛的自強號列車等電力列車。
2003年羅東=蘇澳間完成電氣化工程，同年7月5日與北迴線一同正式通車。
基隆=八堵間原本設有宜蘭線專用路軌（由舊縱貫線轉用），列車可於八堵折返向東部，但1990年代因應緊鄰的南榮路拓寬而拆除專用路軌，改為與既有縱貫線共用。2004年配合八堵站場軌道修改，基隆往返宜蘭線的列車折返點改到七堵=八堵間。
2018年普悠瑪列車出軌事故後，對現有宜蘭線鐵路並再編列預算進行彎道整形工程，改善8處曲線條件不佳路段，以及進行4個改善案，預計將20處路段進行優化工程。

### 重大事故
- 1997年3月27日，由台北開往蘇澳的1083次自強號，於外澳車站撞上侵入路線淨空的水泥高壓泵浦車（當時正於站內從事邊坡工程），事故造成水泥高壓泵浦車司機死亡，列車上則有20餘人輕重傷；事故後DR3045、DR3093兩車受損嚴重，於花蓮機廠報廢。
- 2007年6月15日，由樹林開往蘇澳的2719次區間車，於大里車站內遭北上3902次試運轉列車側撞，造成該組車第二節車廂（EP508）的側面嚴重受創、第三節車廂（ET508）的側面從端部到第三車門也被撞毀，共造成5死15傷。
- 2018年10月21日，由樹林開往臺東的6432次普悠瑪自強號，於新馬車站發生出軌事故，造成18人死亡，215人輕重傷。本事故為台鐵TEMU2000型電聯車自2013年投入營運以來第一起造成乘客死亡的事故，也是臺灣鐵路自1991年以來第二嚴重的鐵路事故。
- 2020年12月4日，瑞芳－猴硐間（K12+233）路段因連續豪雨造成大規模邊坡滑動，使得全線完全中斷，由於路幅狹隘且持續降雨搶修不易，於12月14日恢復東正線單線雙向通車，全線最終在2021年2月3日恢復雙線通車[12][13]

## 車站一覽
（註：車站等級：分為特等、一等、二等、三等、甲簡、乙簡、丙簡、簡易、招呼、號誌）

### 營運中車站
| 車站名稱          | 車站名稱                | 車站代碼 | 營業里程 八堵起 | 等級 | 續接／交會路線                                                    | 備註                                                                               | 所在地   | 所在地 |
| 中文 （國音電碼） | 英譯                    | 車站代碼 | 營業里程 八堵起 | 等級 | 續接／交會路線                                                    | 備註                                                                               | 所在地   | 所在地 |
| ----------------- | ----------------------- | -------- | --------------- | ---- | ----------------------------------------------------------------- | ---------------------------------------------------------------------------------- | -------- | ------ |
| 宜蘭線            |                         |          |                 |      |                                                                   |                                                                                    |          |        |
| 八堵（ㄅㄉ）      | Badu                    | 0920     | 0.0             | 二等 | →縱貫線（下行端）                                                 |                                                                                    | 基 隆 市 | 暖暖區 |
| 暖暖（ㄋㄋ）      | Nuannuan                | 7390     | 1.6             | 招呼 |                                                                   | 由瑞芳車站管理                                                                     | 基 隆 市 | 暖暖區 |
| 四腳亭 （ㄙㄐㄠ） | Sijiaoting              | 7380     | 3.9             | 三等 |                                                                   |                                                                                    | 新 北 市 | 瑞芳區 |
| 瑞芳（ㄖㄈ）      | Ruifang                 | 7360     | 8.9             | 一等 | →深澳線（上行端） 懷山支線                                        |                                                                                    | 新 北 市 | 瑞芳區 |
| 猴硐（ㄏㄊ）      | Houtong                 | 7350     | 13.5            | 三等 |                                                                   |                                                                                    | 新 北 市 | 瑞芳區 |
| 三貂嶺 （ㄙㄉㄌ） | Sandiaoling             | 7330     | 16.0            | 三等 | →平溪線（下行端）                                                 | 全台灣唯一無道路可抵達之車站                                                       | 新 北 市 | 瑞芳區 |
| 牡丹（ㄇㄉ）      | Mudan                   | 7320     | 19.6            | 簡易 |                                                                   | 由雙溪車站管理                                                                     | 新 北 市 | 雙溪區 |
| 雙溪（ㄕㄤㄑ）    | Shuangxi                | 7310     | 22.9            | 二等 |                                                                   |                                                                                    | 新 北 市 | 雙溪區 |
| 貢寮（ㄍㄌ）      | Gongliao                | 7300     | 28.3            | 乙簡 |                                                                   | 由雙溪車站管理                                                                     | 新 北 市 | 貢寮區 |
| 福隆（ㄈㄌ）      | Fulong                  | 7290     | 32.0            | 三等 |                                                                   |                                                                                    | 新 北 市 | 貢寮區 |
| 石城（ㄕㄔ）      | Shicheng                | 7280     | 37.4            | 招呼 |                                                                   | 由頭城車站管理 台灣最東端鐵路車站                                                  | 宜 蘭 縣 | 頭城鎮 |
| 大（ㄉㄌㄧ）      | Dali                    | 7270     | 40.1            | 甲簡 |                                                                   | 由頭城車站管理                                                                     | 宜 蘭 縣 | 頭城鎮 |
| 大溪（ㄉㄑㄧ）    | Daxi                    | 7260     | 44.8            | 簡易 |                                                                   | 由頭城車站管理                                                                     | 宜 蘭 縣 | 頭城鎮 |
| 龜山（ㄍㄟ）      | Guishan                 | 7250     | 49.4            | 甲簡 |                                                                   | 由頭城車站管理                                                                     | 宜 蘭 縣 | 頭城鎮 |
| 外澳（ㄨㄠ）      | Wai'ao                  | 7240     | 53.0            | 招呼 |                                                                   | 由頭城車站管理                                                                     | 宜 蘭 縣 | 頭城鎮 |
| 頭城（ㄊㄔ）      | Toucheng                | 7230     | 56.6            | 二等 |                                                                   |                                                                                    | 宜 蘭 縣 | 頭城鎮 |
| 頂埔（ㄉㄅ）      | Dingpu                  | 7220     | 58.8            | 招呼 |                                                                   | 由礁溪車站管理                                                                     | 宜 蘭 縣 | 頭城鎮 |
| 礁溪（ㄐㄠ）      | Jiaoxi                  | 7210     | 62.9            | 三等 |                                                                   |                                                                                    | 宜 蘭 縣 | 礁溪鄉 |
| 四城（ㄙㄔ）      | Sicheng                 | 7200     | 67.6            | 甲簡 |                                                                   | 由宜蘭車站管理                                                                     | 宜 蘭 縣 | 礁溪鄉 |
| 宜蘭（ㄧㄌ）      | Yilan                   | 7190     | 71.3            | 一等 |                                                                   | 高架車站                                                                           | 宜 蘭 縣 | 宜蘭市 |
| 縣政中心          | Yilan County Government | —        | —               | 二等 | 台灣高速鐵路（宜蘭）                                              | 高架車站                                                                           | 宜 蘭 縣 | 宜蘭市 |
| 二結（ㄦㄐ）      | Erjie                   | 7180     | 77.1            | 三等 |                                                                   | 高架車站                                                                           | 宜 蘭 縣 | 五結鄉 |
| 中（ㄓㄥ）        | Zhongli                 | 7170     | 78.3            | 招呼 | →中興紙業支線 太平山森林鐵路（中興文創園區）                      | 高架車站 由羅東車站管理                                                            | 宜 蘭 縣 | 五結鄉 |
| 羅東（ㄌㄛ）      | Luodong                 | 7160     | 80.1            | 二等 | 太平山森林鐵路（羅東） 羅東森林鐵路                               | 跨站式車站 高架車站 公路聯運：首都客運、大都會客運、葛瑪蘭客運                     | 宜 蘭 縣 | 羅東鎮 |
| 冬山（ㄉㄥ）      | Dongshan                | 7150     | 85.1            | 三等 | →力霸水泥支線（下行端） →台塑支線（下行端）                       | 高架車站                                                                           | 宜 蘭 縣 | 冬山鄉 |
| 新馬（ㄒㄇ）      | Xinma                   | 7140     | 89.3            | 招呼 | →力霸水泥支線（上行端） →台塑支線（上行端）                       | 由蘇澳新站管理 彎道月台 因冬山=蘇澳新間須改善曲率半徑自2022年5月31日起暫停客運業務 | 宜 蘭 縣 | 蘇澳鎮 |
| 蘇澳新 （ㄙㄒㄣ） | Su'aoxin                | 7130     | 90.2            | 一等 | →信大水泥支線（上行端，下行方向） →北迴線（下行端）               | 跨站式車站                                                                         | 宜 蘭 縣 | 蘇澳鎮 |
| 蘇澳（ㄙㄠ）      | Su'ao                   | 7120     | 93.6            | 二等 | →台泥蘇澳支線、中油支線（上行端，下行方向） →蘇澳臨港線（下行端） |                                                                                    | 宜 蘭 縣 | 蘇澳鎮 |

### 興建或計畫中車站
| 車站名稱          | 車站名稱                | 編號 | 營業 里程 八堵起 | 等級 | 續接／交會路線 | 備註                                       | 所在地   | 所在地 |
| 中文 （國音電碼） | 英譯                    | 編號 | 營業 里程 八堵起 | 等級 | 續接／交會路線 | 備註                                       | 所在地   | 所在地 |
| ----------------- | ----------------------- | ---- | ---------------- | ---- | -------------- | ------------------------------------------ | -------- | ------ |
| 烏石港            | Wushi Harbor            | －   | －               | －   |                | 規劃中 預計規劃兩座島式月台                | 宜 蘭 縣 | 頭城鎮 |
| 縣政中心          | Yilan County Government | －   | －               | －   |                | 規劃中 高架化工程 預計規劃與高鐵宜蘭站共構 | 宜 蘭 縣 | 宜蘭市 |

### 廢止車站及設施
| 車站名稱          | 車站名稱 | 編號 | 營業 里程 八堵起 | 等級 | 續接／交會路線 | 備註                                                             | 所在地   | 所在地 |
| 中文 （國音電碼） | 英譯     | 編號 | 營業 里程 八堵起 | 等級 | 續接／交會路線 | 備註                                                             | 所在地   | 所在地 |
| ----------------- | -------- | ---- | ---------------- | ---- | -------------- | ---------------------------------------------------------------- | -------- | ------ |
| 二圍              | －       | －   | －               | －   |                | 已廢止 汽油車站 1937年5月1日開業1938年7月1日廢止                 | 宜 蘭 縣 | 頭城鎮 |
| 南礁溪            | －       | －   | －               | －   |                | 已廢止 汽油車站 1937年5月1日開業1938年7月1日廢止                 | 宜 蘭 縣 | 礁溪鄉 |
| K75號誌站         | －       | －   | －               | －   |                | 已拆除 2002年7月10日開始使用至2006年3月10日 因應鐵路高架計畫設置 | 宜 蘭 縣 | 宜蘭市 |
| 武罕              | －       | －   | －               | －   |                | 已廢止 汽油車站 1937年5月1日開業1938年7月1日廢止                 | 宜 蘭 縣 | 冬山鄉 |

## 接續路線
- 八堵：縱貫線
- 瑞芳：深澳線
- 三貂嶺：平溪線
- 蘇澳新：北迴線

### 過去接續路線
- 羅東：羅東森林鐵路
- 蘇澳：蘇澳臨港線[15]

## 未來改建計畫

### 鐵路行車安全改善六年計畫
三座雙溪橋及新社橋改建工程
因應雙溪流域排洪，貢寮＝福隆間「第三雙溪橋」、「新社橋」延建加高工程於2018年4月17日決標、6月21日辦理說明會。第三雙溪橋為此改善計畫中最早完工，將於2024年年底啟用，另外第一及第二雙溪橋接續預定於2025年完工啟用。
新馬站彎道改善工程及新馬站新建工程
因新馬車站於2018年發生第6432次自強號(普悠瑪)事故，台鐵編列6億預算，由交通部鐵道局負責施工，2022年中動工，2023年10月暫停施工中，2024年4月已部分復工。
宜蘭線曲線路段改善工程
2020年，台鐵已經陸續將宜蘭線8處曲線條件不佳路段改善完成，後續將繼續推動「猴硐—雙溪間線形改善案」、「龜山—外澳間線形改善案」及「七堵－猴硐間路線線型改善工程」等曲線路段改善工程。

### 宜蘭鐵路高架化計畫
2024年6月通過環境評估報告，全長約15.845公里高架化，可預期減少交通瓶頸。目前最大變數為宜蘭縣政府需負擔的104億元地方配合款。

### 北宜鐵路提速工程計畫
交通部最早於1994年開始提出規畫，之後2019年高鐵延伸宜蘭替代方案被提出，因此目前尚在研議最佳方案中。

## 備註
1. ↑  通車營運前1日（11月30日）於宜蘭公園（今宜蘭中山公園）舉行通車典禮，搭載官民來賓的臨時列車於當日6時55分自臺北發車，10時40分抵達宜蘭。[4]
2. ↑  宜蘭線與縱貫線的軌道分歧點位於八堵車站南側，由基隆車站往返東部幹線的列車需經由七堵車站調車。目前大部分的列車皆由樹林車站發車，也有極少部分由臺北車站發車。另外須注意的是：列車行至東部幹線時，上、下行定義會相反。

## 外部連結
- 交通部鐵道局 （页面存档备份，存于）
- 國營台灣鐵路公司 （页面存档备份，存于）